# گکوی روزگرد طلایی خاکی
گکوی روزگرد طلایی خاکی (نام علمی: Phelsuma laticauda) نام یک گونه از خانواده گکویان است. این گکو در شمال ماداگاسکار، جزایر اتحاد قمر، جزایر هاوایی و برخی جزایر اقیانوسی زندگی می‌کند. گکوی روزگرد طلایی خاکی از حشرات و شهد گل‌ها تغذیه می‌کند.

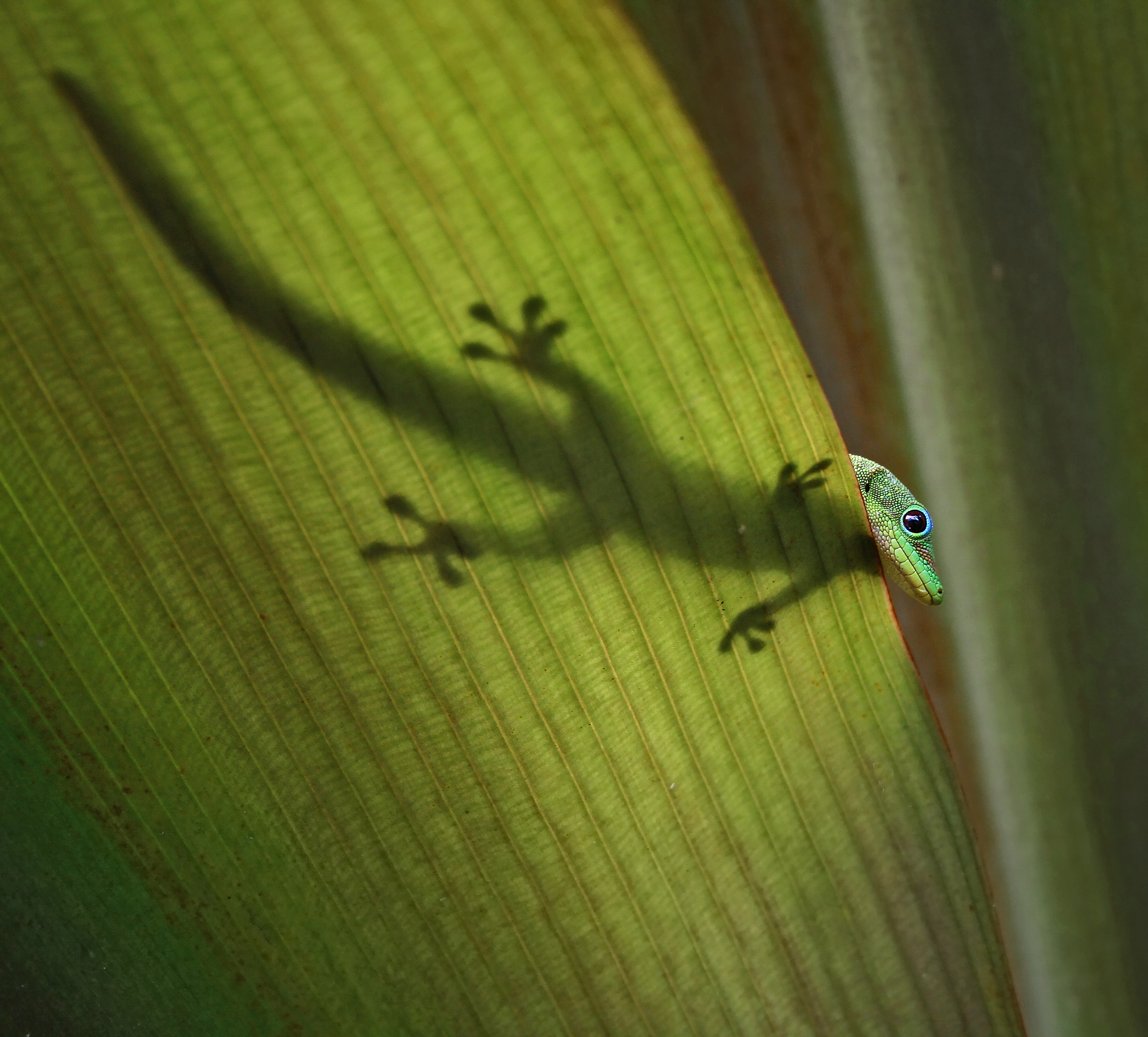